# Mehtarlam
Mehtarlam (paszto: مهترلام, perski: مهترلام)– miasto we wschodnim Afganistanie. Jest stolicą prowincji Laghman. W 2021 roku populacja wynosiła około 149 tys. osób.